# Cláudio Figueiredo Diz
Cláudio Figueiredo Diz, mais conhecido como Figueiredo (São Paulo, 23 de dezembro de 1960 — Nova Friburgo, 20 de dezembro de 1984), foi um futebolista brasileiro, zagueiro do Flamengo, no início dos anos 1980. Cláudio Figueiredo Diz era filho do espanhol Antonio Lago Diz e de Suzana Figueiredo.

## Carreira
Figueiredo começou a jogar futebol, como dente de leite, no Palmeiras. Aos quinze anos, mudou-se para o Rio de Janeiro, para defender os infantis do Flamengo, que o lançou no time de cima em 1979, aos 18 anos, numa partida contra o Fluminense de Nova Friburgo.
Em 1980, ainda nos juniores, chamou a atenção do veterano técnico franco-argentino Helenio Herrera, na época treinador do Barcelona, que tinha vindo ao país observar jogadores.
Incorporado definitivamente ao elenco do Flamengo em 1981, Figueiredo teve a oportunidade de conquistar os títulos dos Brasileiros de 1982 e 1983, além da Libertadores da América e da Copa Intercontinental em 1981, atuando como titular na partida final dos três primeiros.
Diversas contusões atrapalharam-no ao longo de sua carreira, inclusive em 1984, quando foi considerado pelo então técnico Cláudio Garcia como titular absoluto da quarta-zaga rubro-negra. Sua última partida com a camisa rubro-negra aconteceu em 1º de dezembro de 1984, quando o Flamengo foi derrotado pelo Fluminense pelo placar de 2 a 1 pela Taça Rio. Neste jogo, Leandro foi deslocado para o meio-campo e Figueiredo acabou recebendo do técnico Zagallo a camisa 10 do ausente Tita.

## Curiosidades
Em um time repleto de estrelas, como o Flamengo do início da década de 1980, Figueiredo não chegava a ser um dos destaques daquela equipe. "Não é um jogador excepcional, e seu prestígio deve-se em parte ao sobrenome, que insinua um parentesco com o presidente João Figueiredo", escreveu o jornal Folha de S. Paulo no texto sobre o acidente avião que vitimaria o zagueiro em 1984. Justamente por causa do sobrenome, ele tinha sido escolhido como "padrinho" da recém-criada torcida Fla-Diretas em janeiro de 1984. Assim, ele teria sido o primeiro futebolista a dar apoio à campanha "Diretas Já". O sobrenome também valheu-lhe o apelido "Presidente" entre os jogadores.

## Morte
Figueiredo morreu, aos 23 anos, pouco menos de um mês depois, num desastre de avião no Pico da Caledônia, em Nova Friburgo. O monomotor Corisco de prefixo PT-NJS 193 desapareceu após decolar do Aeroporto Santos Dumont, no Rio de Janeiro, e só foi localizado um dia depois, a uma altitude de dois mil metros no Pico da Caledônia, embora os bombeiros só tenham conseguido alcançar o local após mais dois dias, devido às chuvas e à neblina na região. No acidente, morreram também, além de Figueiredo, Nilton, irmão de Bebeto, uma modelo amiga dos dois jogadores e o piloto.

## Estatísticas
Até 30 de novembro de 1984.

### Clubes
| Clube             | Temporada         | Campeonato nacional | Campeonato nacional | Campeonato nacional | Copa nacional[a] | Copa nacional[a] | Copa nacional[a] | Competições continentais[b] | Competições continentais[b] | Competições continentais[b] | Outros torneios[c] | Outros torneios[c] | Outros torneios[c] | Total | Total | Total   |
| Clube             | Temporada         | Jogos               | Gols                | Assist.             | Jogos            | Gols             | Assist.          | Jogos                       | Gols                        | Assist.                     | Jogos              | Gols               | Assist.            | Jogos | Gols  | Assist. |
| ----------------- | ----------------- | ------------------- | ------------------- | ------------------- | ---------------- | ---------------- | ---------------- | --------------------------- | --------------------------- | --------------------------- | ------------------ | ------------------ | ------------------ | ----- | ----- | ------- |
| Flamengo          | 1979              | —                   | —                   | —                   | —                | —                | —                | —                           | —                           | —                           | 1                  | 0                  | 0                  | 1     | 0     | 0       |
| Flamengo          | 1980              | —                   | —                   | —                   | —                | —                | —                | —                           | —                           | —                           | —                  | —                  | —                  | 0     | 0     | 0       |
| Flamengo          | 1981              | 1                   | 0                   | 0                   | —                | —                | —                | 12                          | 0                           | 0                           | 19                 | 0                  | 0                  | 32    | 0     | 0       |
| Flamengo          | 1982              | 8                   | 0                   | 0                   | —                | —                | —                | 2                           | 0                           | 0                           | 31                 | 0                  | 0                  | 41    | 0     | 0       |
| Flamengo          | 1983              | 16                  | 0                   | 0                   | —                | —                | —                | 5                           | 0                           | 0                           | 24                 | 0                  | 0                  | 45    | 0     | 0       |
| Flamengo          | 1984              | 18                  | 0                   | 0                   | —                | —                | —                | 7                           | 0                           | 0                           | 8                  | 0                  | 0                  | 33    | 0     | 0       |
| Flamengo          | Total             | 43                  | 0                   | 0                   | 0                | 0                | 0                | 26                          | 0                           | 0                           | 83                 | 0                  | 0                  | 152   | 0     | 0       |
| Total na carreira | Total na carreira | 43                  | 0                   | 0                   | 0                | 0                | 0                | 26                          | 0                           | 0                           | 83                 | 0                  | 0                  | 152   | 0     | 0       |

- a. ^ Jogos da Copa do Brasil
- b. ^ Jogos da Copa Libertadores da América
- c. ^ Jogos do Campeonato Carioca, Torneio Internacional de Nápoles, Taça Governador Ary Ribeiro Valadão, Amistoso, Torneio Triangular do Pará e Mundialito de Clubes

|          | Data                   | Local                                    | Resultado | Adversário        | Gols | Assist. | Competição                           |
| -------- | ---------------------- | ---------------------------------------- | --------- | ----------------- | ---- | ------- | ------------------------------------ |
| Flamengo |                        |                                          |           |                   |      |         |                                      |
|          | 3 de julho de 1981     | Mineirão, Belo Horizonte, Brasil         | 2–2       | Atlético Mineiro  | 0    | 0       | Copa Libertadores da América de 1981 |
|          | 14 de julho de 1981    | Maracanã, Rio de Janeiro, Brasil         | 5–2       | Cerro Porteño     | 0    | 0       | Copa Libertadores da América de 1981 |
|          | 24 de julho de 1981    | Maracanã, Rio de Janeiro, Brasil         | 1–1       | Olimpia           | 0    | 0       | Copa Libertadores da América de 1981 |
|          | 11 de agosto de 1981   | Defensores del Chaco, Assunção, Paraguai | 4–2       | Cerro Porteño     | 0    | 0       | Copa Libertadores da América de 1981 |
|          | 14 de agosto de 1981   | Defensores del Chaco, Assunção, Paraguai | 0–0       | Olimpia           | 0    | 0       | Copa Libertadores da América de 1981 |
|          | 21 de agosto de 1981   | Serra Dourada, Goiânia, Brasil           | 0–0       | Atlético Mineiro  | 0    | 0       | Copa Libertadores da América de 1981 |
|          | 2 de outubro de 1981   | Pascual Guerrero, Cáli, Colômbia         | 1–0       | Deportivo Cali    | 0    | 0       | Copa Libertadores da América de 1981 |
|          | 13 de outubro de 1981  | Félix Capriles, Cochabamba, Bolívia      | 2–1       | Jorge Wilstermann | 0    | 0       | Copa Libertadores da América de 1981 |
|          | 23 de outubro de 1981  | Maracanã, Rio de Janeiro, Brasil         | 3–0       | Deportivo Cali    | 0    | 0       | Copa Libertadores da América de 1981 |
|          | 28 de outubro de 1981  | Maracanã, Rio de Janeiro, Brasil         | 4–1       | Jorge Wilstermann | 0    | 0       | Copa Libertadores da América de 1981 |
|          | 13 de novembro de 1981 | Maracanã, Rio de Janeiro, Brasil         | 2–1       | Cobreloa          | 0    | 0       | Copa Libertadores da América de 1981 |
|          | 20 de novembro de 1981 | Estádio Nacional, Santiago, Chile        | 0–1       | Cobreloa          | 0    | 0       | Copa Libertadores da América de 1981 |

## Títulos
Flamengo
- Taça Jorge Frias de Paula: 1979
- Campeonato Carioca: 1979 (Especial) e 1981
- Campeonato Carioca Sub-20: 1980
- Torneio Internacional de Nápoles: 1981
- Taça Guanabara: 1981, 1982, 1984
- Copa Libertadores da América: 1981
- Taça Sylvio Corrêa Pacheco: 1981
- Copa Intercontinental: 1981
- Taça Governador Ary Ribeiro Valadão: 1982
- Campeonato Brasileiro: 1982 e 1983
- Taça Rio: 1983